# Pustec
Pustec kommun ( albanska: Bashkia Pustec; makedonska: Општина Пустец    , Opshtina Pustets ), tidigare känd som Liqenas Commune ( albanska: Komuna Liqenas) från 1973 till 2013, är en kommun i Korçë prefektur i Albanien. Befolkningen vid folkräkningen 2011 var 3 299,  med en yta på 198,68 km 2.

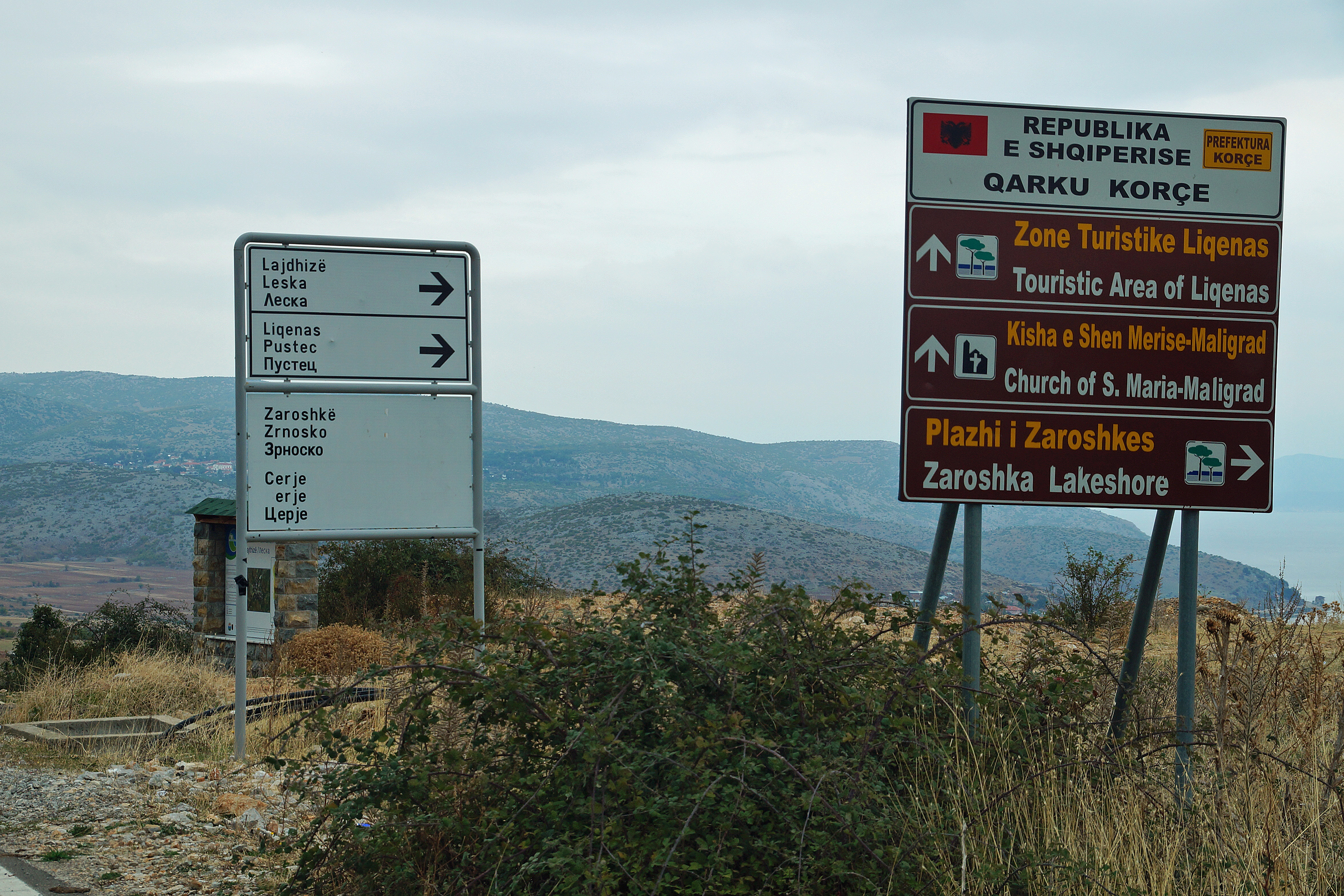
Ett vägskylt i Mala Prespa som anger riktningen till Pustec både albanska och makedonska

## Demografi
Enligt folkräkningen 2011 var 97% av kommunens invånare etniska makedonier och 96% var ortodoxt kristna.

## Vänorter
- Novaci kommun, Nordmakedonien